# 上川立站
上川立站（日语：／ Kamikawatachi eki */?）是位於廣島縣三次市上川立町67番，屬於西日本旅客鐵道（JR西日本）的藝備線車站。

## 歷史
- 1915年（大正4年）4月28日 - 藝備鐵道（日语：芸備鉄道）東廣島站（第一代，不是現時山陽新幹線車站）至志和地站開業，此站啟用。當時車站名為川立站（日语：／）。
  - 當時車站地址為廣島縣雙三郡川地村上川立。
- 1937年（昭和12年）7月1日 - 藝備鐵道被國有化，備中神代站至廣島站之間成為藝備線。此站成為藝備線車站。同時車站改名為上川立站（日语：／）。
- 1956年（昭和31年）9月30日 - 川地村編入至三次市（第一次），車站地址變為廣島縣三次市上川立町。
- 1971年（昭和46年）12月20日 - 成為無人車站（簡易委託）。[1]
- 1987年（昭和62年）4月1日 - 伴隨國鐵分割民營化，車站由西日本旅客鐵道（JR西日本）營運。
- 2004年（平成16年）4月1日 - 隨著三次市（第二次）成立，車站地址變為廣島縣三次市上川立町。
- 2018年（平成30年）7月6日 - 發生豪雨，使此站暫停營業。
- 2019年（平成31年）4月4日 - 三次站至中三田站之間暫定重開[2]。
- 2019年（令和元年）10月1日 - 中止簡易委託。當日起成為整日無人車站。

## 車站構造
本站是地面車站，設有1面1線的單式月台。往廣島方向的列車會開啟右邊車門。此站曾經設有交會設備。站內沒有廁所。車站內設有生活用品中心（商店）、川立簡易郵局。此站是由廣島站管理的無人車站，在2019年9月30日前曾為簡易委託車站。此站曾可在生活品中心內可購買回數票。

## 使用狀況
以下為近年1日平均乘車人次列表。
| 年度               | 1日平均 乘車人次 | 參考資料 |
| ------------------ | ---------------- | -------- |
| 2002年（平成14年） | 54               | [ 3 ]    |
| 2003年（平成15年） |                  |          |
| 2004年（平成16年） |                  |          |
| 2005年（平成17年） |                  |          |
| 2006年（平成18年） |                  |          |
| 2007年（平成19年） |                  |          |
| 2008年（平成20年） |                  |          |
| 2009年（平成21年） |                  |          |
| 2010年（平成22年） |                  |          |
| 2011年（平成23年） | 20               | [ 4 ]    |
| 2012年（平成24年） | 19               | [ 4 ]    |
| 2013年（平成25年） | 24               | [ 4 ]    |
| 2014年（平成26年） | 26               | [ 4 ]    |
| 2015年（平成27年） | 32               | [ 4 ]    |
| 2016年（平成28年） | 28               | [ 4 ]    |
| 2017年（平成28年） | 26               | [ 4 ]    |

## 車站周邊
- 三次市立川地中學
- 川地小學
- 江之川
- 國道54號（日语：国道54号）
- 上川立站周邊地圖（Mapion） （页面存档备份，存于）

## 相鄰車站
西日本旅客鐵道（JR西日本）
 藝備線
■快速「三次快車」
通過
■普通
志和地－上川立－甲立

## 注腳
1. ↑  日本國有鐵道公示S46.12.20公492
2. ↑  . www.westjr.co.jp.   [2019-04-03]. （原始内容存档于2019-04-03） （日语）.
3. ↑  「飲食・小売の出店を科学する出店戦略情報局」之存檔數據
4. 1 2 3 4 5 6 7  國土數値情報 不同站的上下車人次數據

## 外部連結
- 上川立｜車站資訊：JR出門網 - 西日本旅客鐵道（日語）